# Gadhahal
Gadhahal (nep. गढहल) – gaun wikas samiti w środkowej części Nepalu w strefie Narajani w dystrykcie Bara. Według nepalskiego spisu powszechnego z 2001 roku liczył on 488 gospodarstw domowych i 2948 mieszkańców (1424 kobiet i 1524 mężczyzn).